# Jamdhar Katari
Der Jamdhar-Katari ist der traditionelle Dolch der Hindukusch-Stämme in Afghanistan.

## Geschichte
Der Jamdhar-Katari wurde etwa im 17. Jahrhundert im Gebiet des Hindukusch entwickelt.

## Beschreibung
Der Jamdhar-Katari verfügt über eine keilförmige, zweischneidige Klinge von etwa 25 cm Länge, bei einer Gesamtlänge von etwa 35 cm. Kurz nach dem Parier läuft die Klinge schmaler zusammen, um dann etwas bauchig zur Spitze zuzulaufen. Bei manchen ist der Ort (Spitze) verstärkt, um stabil genug zu sein, Panzer und Kettenhemden zu durchstoßen. Das Parier ist auffallend breit (etwa 15 cm). Der Knauf ist gleich breit. Klinge, Parier, Griff und Knauf sind aus einem Stück gefertigt und haben keine Griffschalen.